# Holzfehler

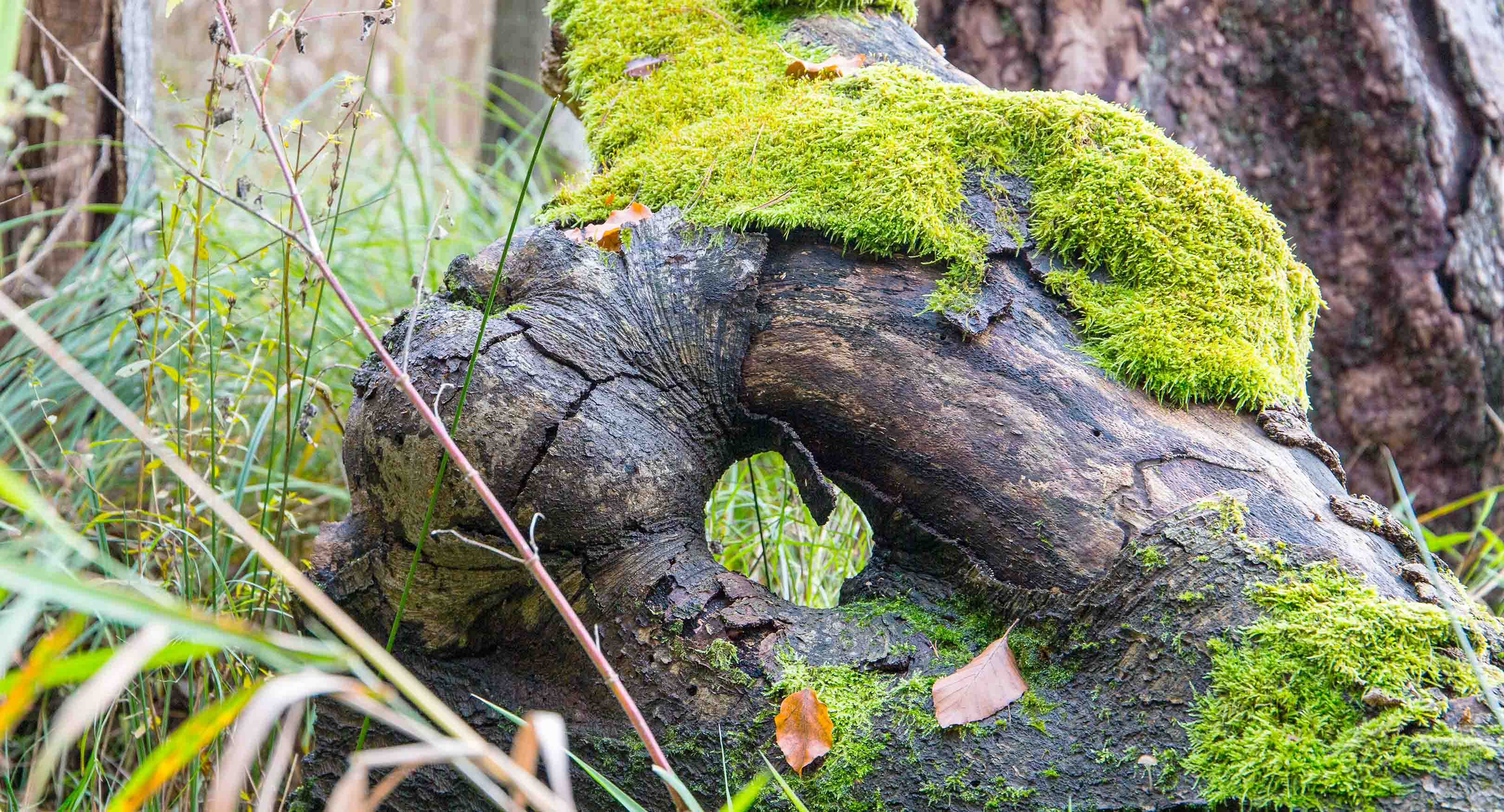
Baumring, ein Beispiel für ein Holzstück mit einem Holzfehler

Als Holzfehler oder Wuchsfehler werden im Warenverkehr mit Rohholz diejenigen Holzmerkmale bezeichnet, die die Holznutzung beeinträchtigen. Durch Holzfehler wird der Wert des Holzes vermindert, indem die Verwendbarkeit eingeschränkt oder die Ausbeute (die Menge des Endprodukts) verringert wird. Holzfehler sind die Grundlage der Einteilung in Güteklassen bei Rohholz. In Einzelfällen können solche Fehler oder auch besondere Holzmerkmale allerdings auch weitere Verwendungsmöglichkeiten eröffnen und somit den Preis steigern. So sind Hölzer mit Maserknollen aufgrund ihrer Optik für die Furnierherstellung oder in der Drechslerbearbeitung gefragt. Sogenannte Krummhölzer (Stämme mit krummem oder bogenförmigem Wuchs) finden häufig eine besondere Verwendung im Schiffbau oder werden für Treppenwangen verwendet.

## Gleichmäßiger Holzaufbau
Merkmale eines normalen und regelmäßigen Holzaufbaus sind:
- kreisrunde Jahresringe
- etwa gleiche Jahresringbreiten
- gleiche Früh- und Spätholzanteile
- Markröhre (Herz) läuft mittig
- nahezu zylindrische Stammform (Vollholzigkeit, Walzigkeit)
- keine Schädigung durch äußere Einflüsse
- holzartentypische Färbung

Nur für manche Baumarten regelmäßig sind:
- Wipfelschäftig (durchlaufender Stamm) – typisch für Nadelholz, Laubholz ist meist kurzstämmig

Stämme höchster Wuchsreinheit nennt man Schälholz, es eignet sich besonders zur Furnierherstellung.

## Liste von Holzfehlern

Krummschäf-
tigkeit

Als Mängel am Holz werden folgende Merkmale betrachtet:

### Fehler im Längsholz

#### Krummschäftigkeit
Diese geht meist einher mit Reaktionsholzbildung und einer extremen Form der Faserabweichung; Es entstehen verschieden stark gekrümmte Stämme. Ein Hauptgrund hierfür ist der Wildverbiss, bei dem die Tiere die obersten Knospen und Triebe fressen, weshalb dann ein Seitentrieb deren Funktion übernimmt. Aber auch ungünstiger Lichteinfall, einseitige Wind- und Schneebelastung sowie Bodenbewegungen an Hängen können Krummschäftigkeit verursachen. Eine einseitige Krümmung wird als einschnürig und eine mehrseitige Krümmung als unschnürig bezeichnet. Formen der Krummschäftigkeit sind z. B. Säbelwuchs, Bajonettwuchs oder Posthornwuchs.

#### Abholzigkeit

Abholzigkeit

Ein Stamm ist abholzig, wenn die Abnahme des Stammdurchmessers auf einen Meter Stammlänge mehr als einen Zentimeter beträgt. Bei einem abholzigen Stamm fallen im Sägewerk viele Schwarten an, und das Holz hat vor allem eine verringerte Biegefestigkeit, da vermehrt Fasern durchgeschnitten werden.
Typisch ist etwa die Abholzigkeit der Fichten in Freistand (in Unterscheidung zur Tanne), weshalb sie im Verbandsschluss ausgebaut werden muss. Die Rundholzausnutzung bzw. die Ausbeute eines Sägewerks wird durch den Zopfdurchmesser, die Länge und die Abholzigkeit beeinflusst.

#### Drehwuchs

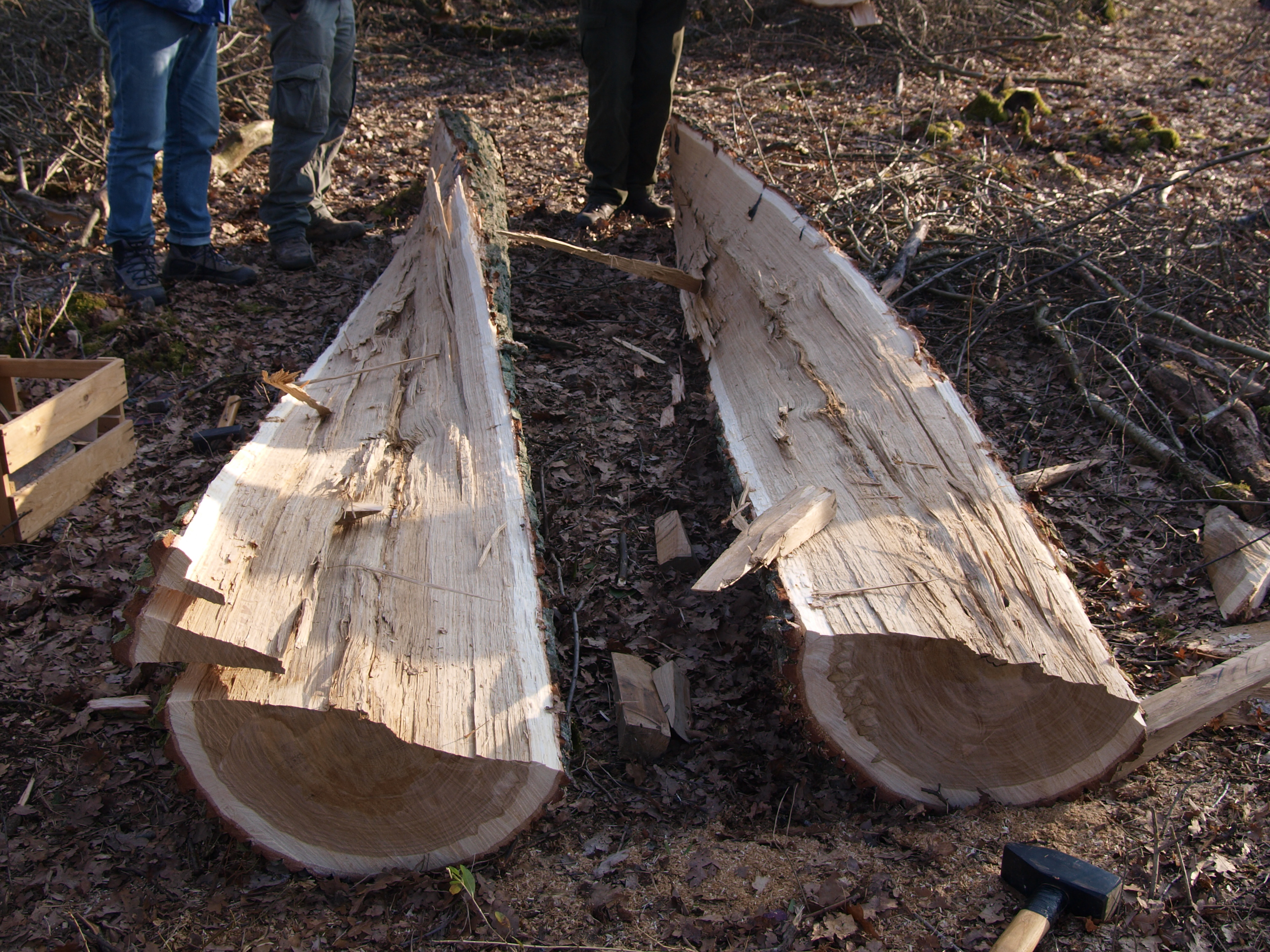
Aufgespaltene drehwüchsige 120-jährige Eiche mit einer Torsion von 90° auf 2,5 m Länge

Drehwuchs ist eine innere Verdrillung des Stammes. Dieses verdrillte Wachstum kann die Standfestigkeit eines Baumes verbessern. Drehwuchs findet sich daher vor allem bei Bäumen, die besonders intensiven Bewindungsverhältnissen ausgesetzt sind. Dies ist zum Beispiel in Küstenlagen oder in Hochgebirgszonen der Fall. Die meisten Hölzer sind in gewissem Maß natürlich immer leicht drehwüchsig, als Holzfehler gilt nur abnorm starker Drehwuchs. Der Fehler äußert sich in werfendem Flachholz und drehenden Balken, weil sich die inneren Spannungen im Holz beim Trocknen lösen. Diese können enorme Kräfte entwickeln und sogar sauber ausgeführte Holzverbindungen sprengen.
Typisch stark drehwüchsig ist die Kastanie, wobei die Rosskastanie in der Regel rechtsdrehend und die Esskastanie linksdrehend wächst. Ebenfalls neigt die Lärche stärker zu Drehwuchs als andere Nadelbäume.

#### Faserabweichung (Wechseldrehwuchs)
Wechseldrehwuchs ist eine bei verschiedenen Tropenhölzern (z. B. Cumarú, Massaranduba, Lapacho) vorkommende arteigene Struktur. Sie entsteht durch eine ein bis acht Zentimeter breite, im wechselnden Drehsinn spiralig um die Stammachse (Markröhre) laufende Schichtung der Zellen. Da von Schicht zu Schicht die Richtung der Zellachse wechselt bzw. sich kreuzt, heben sich die Spannungen im Schnittholz weitgehend auf. Bei radialem Anschnitt entstehen Flächen aus Streifen mit unterschiedlich gerichteten Zellen. Hierdurch wird eine wechselnde Reflexion des Lichtes erzeugt, die einen Wechsel von matten und glänzenden Streifen hervorruft. Wechseldrehwuchs schränkt nicht die Verwertung des Holzes ein. Es kann sich beim Bearbeiten allerdings nachteilig durch eine streifige Widerspänigkeit (Ausreißen) und durch ein stärkeres Verziehen bei Seitenbrettern geringer Dicke auswirken.

#### Wimmerwuchs
Wimmerwuchs nennt man in der Längsrichtung nicht gerade verlaufende Jahresringe ohne sonstige Schäden. Sie ergeben ein unruhiges Maserungsbild und führen zu schlecht hobelbarem Holz. Sie sind nur bei manchen Hölzern ein Holzfehler im eigentlichen Sinne, bei anderen kann Wimmerwüchsigkeit auch modisch werden und kurzfristig zu höherem Preis führen.

#### Zwieselwuchs (Gabelwuchs), Doppelkern

Zwieselwuchs

Bei der Zwieselung sind zwei oder mehr Stämme der gleichen Baumart oder eines Baumes miteinander verwachsen: Es entsteht ein Doppelkern, oder es hat sich ein junger Baum gegabelt, mit fehlwüchsigen Einzelstämmen. Die Zwieselung gilt als Stammformfehler. Das Schnittholz ist häufig für den Tischler unbrauchbar, insbesondere dann, wenn der Doppelkern unvollkommen verwachsen ist. Bei einigen Holzarten, z. B. bei Nussbaum und Mahagoni, ist eine Verarbeitung der Zwiesel zu wertvollem Pyramidenmaserfurnier möglich. Hierbei ist zu unterscheiden zwischen sogenannten Druckzwiesel und Zugzwiesel.

### Fehler im Querholz

#### Exzentrischer Wuchs

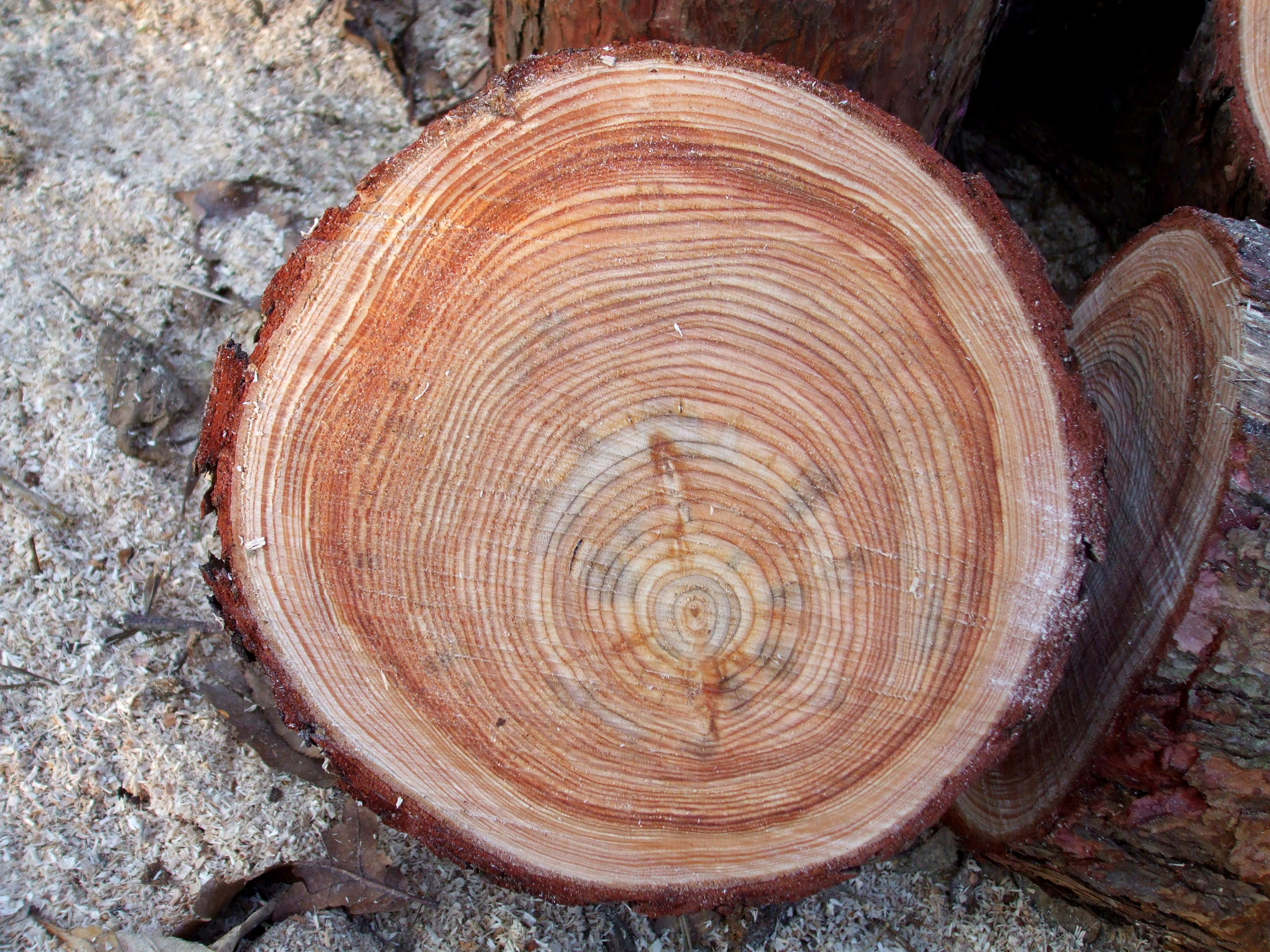
Exzentrischer Wuchs

Die Stammform ist ellipsenförmig und die Markröhre befindet sich meist nicht in der Stammmitte. Zudem entstehen am Stammmantel rillenförmige Einbuchtungen, die sich bei einigen tropischen Baumarten zu Brettwurzeln ausbilden. Bäume wie z. B. Buche, Birke oder Teak, die zu einer Unrundheit neigen, weisen eine über den Stammquerschnitt stark schwankende Rohdichte auf und neigen deshalb bei der Trocknung zu Rissbildung und sind schwer zu bearbeiten.

#### Spannrückigkeit

Spannrückigkeit

Als spannrückig wird ein Stamm bezeichnet, der sich in seinem Querschnitt nicht einer Kreisform annähert, sondern sich sternartig entwickelt. Dies ist besonders häufig am unteren Stammende zu beobachten und wird durch eine ungleichmäßige Teilungsaktivität im Kambium verursacht. Spannrückigkeit ist genetisch bedingt oder entsteht infolge von Verletzungen. Meistens liegt sie zwischen zwei Wurzelanläufen. Sie kommt oft bei Hainbuche, Eibe, Wacholder, Weißdorn, Hickory und Robinie vor.

#### Reaktionsholz (Druckholz/Zugholz)
Das sogenannte Reaktionsholz ist ein aktives Richtgewebe eines Baumes. Dies ist ein aufgrund von physikalischen Kräften unter hoher Spannung befindliches Baumstück, etwa Äste oder ein Teil des Stammes, welcher aus seiner ursprünglichen Lage befördert wurde und ähnlich einem gespannten Bogen wieder zurück in seine vorherige Stellung strebt. Hierbei entstehen Zonen mit einem vermehrten Zuwachs. Diese finden sich bei den Nadelhölzern an der Unterseite sowie bei den Laubhölzern an der Oberseite des Astes. Das so entstandene Reaktionsholz unterscheidet sich sowohl anatomisch, chemisch als auch physikalisch-mechanisch von dem Normalholz. Meist geht die Ausbildung von Reaktionsholz mit einem exzentrischen Wuchs einher, bei dem die Markröhre aus dem Mittelpunkt des Stammquerschnitts verschoben ist. Wird ein Baum durch Hanglage, durch exponierte Windlage, durch den Druck von Schneemassen oder durch eine anderweitige einwirkende Kraft (wie umgestürzte Bäume, Felsbrocken etc.) einseitig belastet, bildet sich Reaktionsholz.
Nadelhölzer an Berghängen können auf der talwärts belasteten Seite Druckholz bzw. Buchs(holz) ausbilden. Dieses unterscheidet sich vom Normalholz durch eine dunklere rötlichbraune Färbung und wird daher auch Rotholz genannt. Aufgrund der Ausbildung dickwandiger Frühholztracheiden gestaltet sich eine Unterscheidung zwischen Früh- und Spätholz innerhalb eines Jahrrings sehr schwer oder wird gar unmöglich. Da das Druckholz eine erhöhte Lignineinlagerung aufweist, besitzt es eine erhöhte Rohdichte, Härte sowie ein verstärktes Schwindmaß in axialer Richtung gegenüber dem Normalholz. Mikroskopisch betrachtet zeigen Druckholztracheiden eine typische Faltenbildung in der zentralen Sekundärwand.
Demgegenüber steht die Ausbildung von Zugholz bei den Laubbäumen. Es wird an der Oberseite schiefstehender Stämme oder an Ästen ausgebildet. Hierbei ist der Ligningehalt geringer, jedoch der Zellulosegehalt gegenüber dem Normalholz erhöht. Es erscheint heller und wird deshalb auch als Weißholz bezeichnet. Die Eigenschaften des Zugholzes bestehen darin, dass es sowohl Verformungserscheinungen als auch Zugspannungen bewirkt. Ebenso ist das gewöhnliche Quell- und Schwindverhalten des Holzes stark negativ beeinflusst und eine mechanische Bearbeitung aufgrund einer zum Teil wolligen Oberfläche erschwert.

#### Ästigkeit und Beulen
Ein Baumstamm ist grob in drei Zonen unterteilbar, das Zopfstück, den Mittelstamm und den Erdstammblock. Im untersten Teil, dem Erdstammblock, befinden sich keine oder nur verwachsene Äste. Der Mittelstamm enthält tote Äste, während das oberste Stück, das Zopfstück, grüne Äste enthält. Äste besitzen einen höheren Ligninanteil und sind damit dunkler und spröder und schwinden stärker als Stammholz. Die Holzausnutzung ist durch Aussortieren oder Herausschneiden der Äste geringer und mindert dadurch den Wert. Es gibt allerdings auch Ausnahmen wie z. B. die Zirbelkiefer oder den Vogelaugenahorn. Bricht bei einem Baum ein Ast ab, wird die entstandene Wunde im Laufe der Zeit überwallt, was ebenfalls zu einem gestörten Faserverlauf führt (Beulen).

#### Wundüberwallung
Alte, verheilte Wunden (Überwallungen) sind Holzfehler, sowohl weil sie abgestorbenes, oft schon angefaultes Holz enthalten, als auch durch die verworfene Maserung.

#### Maserknollen und Maserwuchs

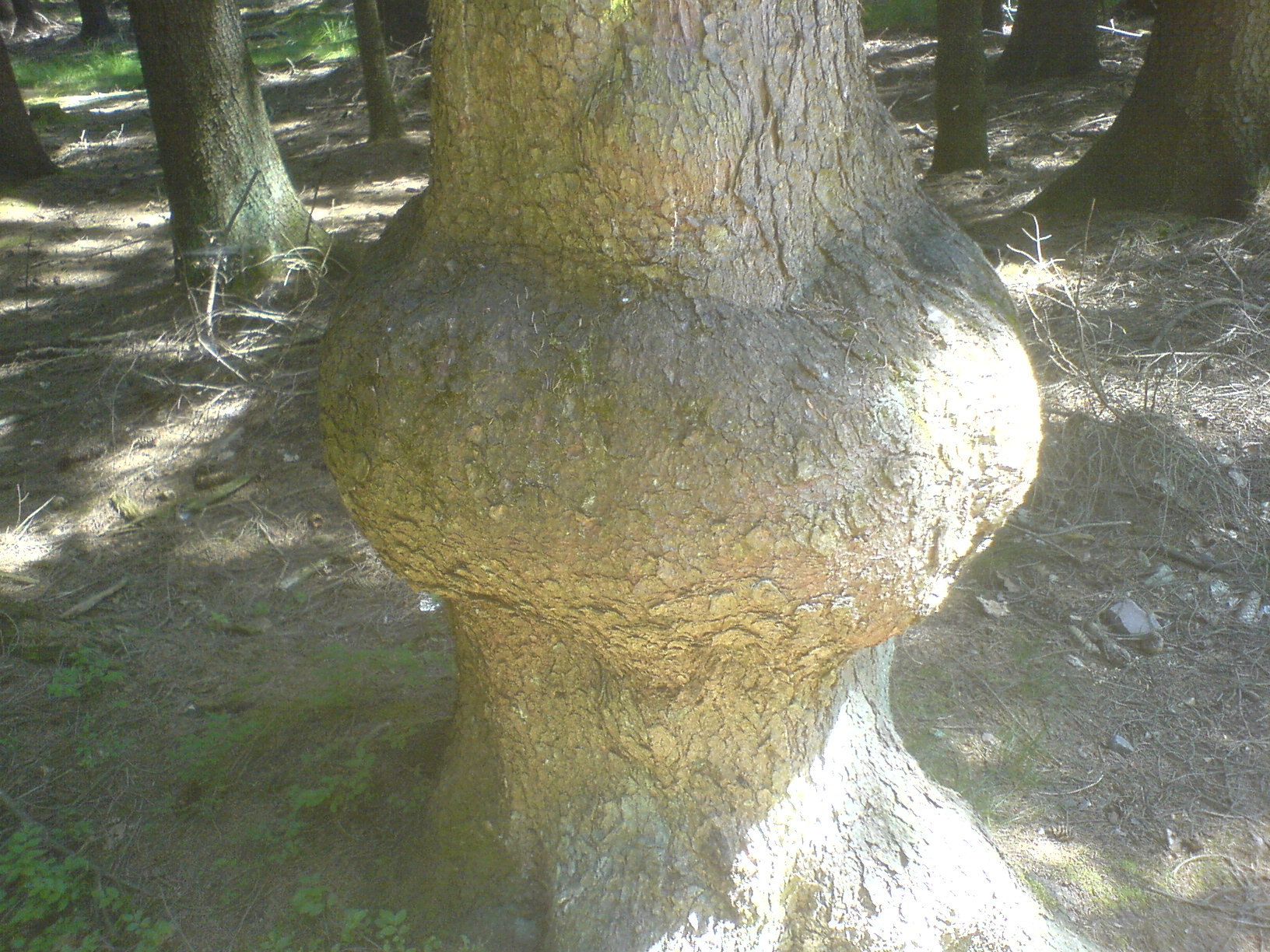
Maserknolle

An den Stämmen einiger Baumarten zeigen sich gelegentlich auffällige Zellwucherungen, die gewöhnlich als Maserknollen bezeichnet werden. Sie werden in der Regel durch das Bakterium Agrobacterium tumefaciens ausgelöst. Dieses schleust mit Plasmiden Bruchstücke des eigenen Genoms in das Genom von Zellen höherer Pflanzen ein und löst im Befallsbereich ein ungehemmtes Wachstum aus.
Maserknollen bestehen aus einer meist kugelförmigen Verdickung am Baumstamm, häufig im unteren Stammabschnitt zu finden. Die sehr wirbelige, lebhafte und mit sogenannten Augen durchsetzte Textur des Holzes wird oft zu dekorativem Furnier aufgearbeitet. Gesucht sind vor allem die Maserknollen des Walnussbaums, die als Nussbaummaser gehandelt werden und viele Jahre die Innenausstattungen an klassischen britischen Automobilen geprägt haben. Die Verarbeitung und Trocknung von Maserholz kann sich aber als schwierig erweisen. Der Begriff Wurzelmaserholz hingegen beruht auf einer laienhaften Vermischung der Begriffe Maserholz und Wurzelholz, nur in den seltensten Fällen entwickeln Bäume an den Wurzeln auch gleichzeitig Maserknollen.

#### Verwachsung
Holzgewächse können bei zwei aneinander liegenden Holzstellen die Rinde rückbilden und die beiden Stellen verwachsen lassen. Dies dient zum Wundschluss bei der Wundheilung und zum Aufbau eines kräftigen Wurzelstocks. Daneben können auch im Geäst Verwachsungen auftreten, manche Bäume wie Hainbuche oder Eichen neigen sehr dazu. Das kann zu späteren Maserungsfehlern im Holz führen (zusätzlicher eingewachsener Kern). Extrembeispiele für Verwachsung sind die Würgefeigen der Tropen.

#### Rissigkeit
Risse treten am Holz als Oberflächenrisse oder Innenrisse auf. Sie können verschiedene Ursachen haben. Trocknungsrisse, auch Schwund- oder Schwindrisse, entstehen als Trocknungsfolgen, weil Holz tangential stärker schwindet als radial. Beispiele für Schwundrisse sind der Kernriss (ein Riss die Markröhre durchlaufend) und der Sternriss (vom Kern nach außen verlaufend), die insbesondere am Hirn des Stammes entstehen, sowie der Luftriss (vom Waldsaum nach innen laufend), der meist über die ganze Holzlänge läuft. An diesem wird auch Wechseldrehwuchs sichtbar. Frostrisse dagegen sind Wuchsschäden, die sich zur Frostleiste verwachsen.

#### Ring- oder Kernschäle, Ringkluft
Ringschäle ist eine Loslösung entlang eines Jahresringes, das durch Spannungen im Holz, aber auch Pilzbefall auftreten kann, und sich über etliche Meter ziehen kann. Ein Brett, das die Ringschäle anschneidet, fällt oder klafft auseinander.

#### Kernsprödigkeit und Kernfäule

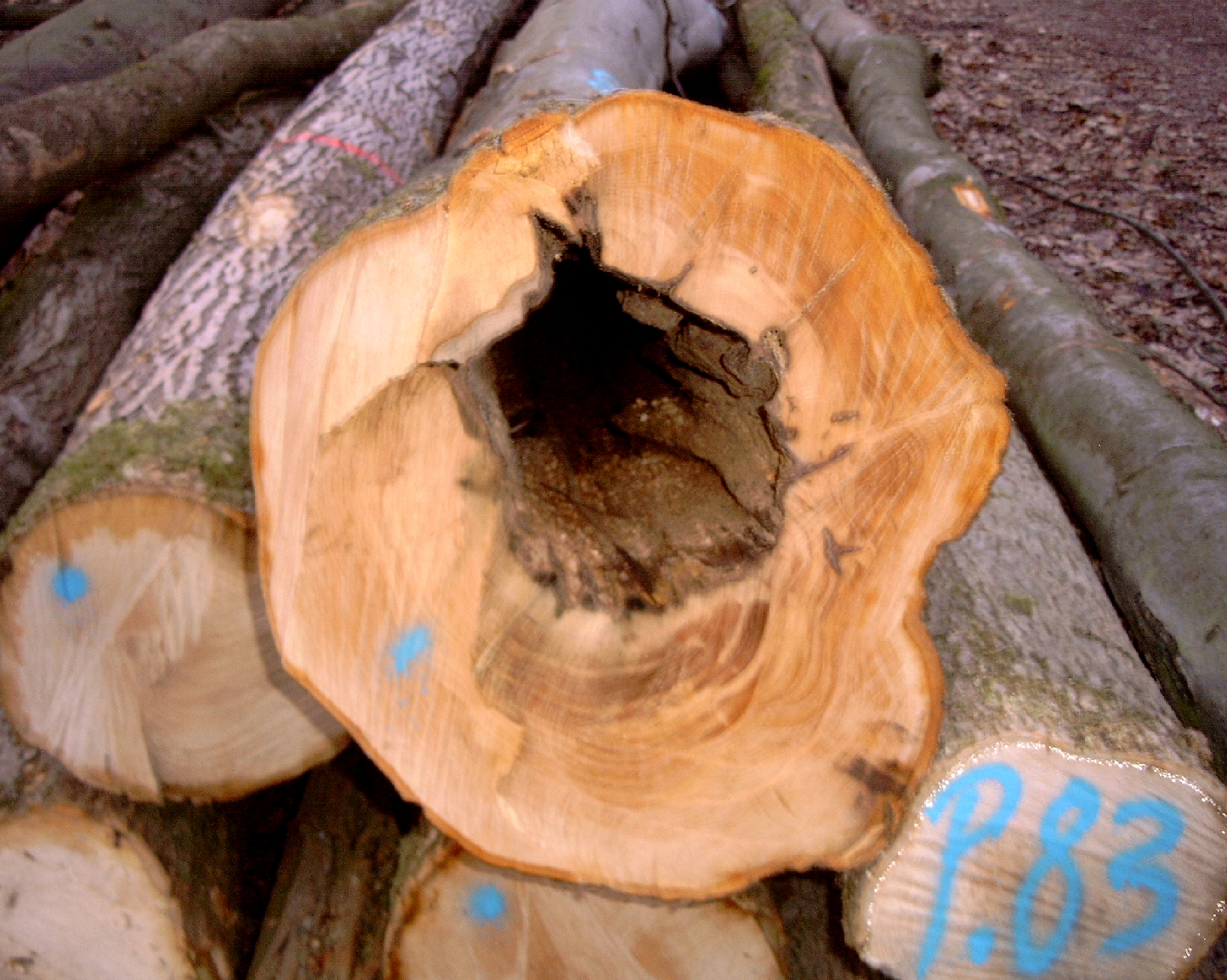
Kernfäule eines frisch gefällten Baums

Kernsprödigkeit und Kernfäule bewirken unregelmäßige Zonen im Querschnitt (Farbkern, Falschkern) und sprödfaserige Holzteile sowie eine starke Neigung zu Querbrüchigkeit. Dieser Holzfehler tritt bei Laub- und Nadelbäumen auf. Kernfäule wird durch krankhaften, parasitären Pilzbefall hervorgerufen, z. B. durch Hallimasch. Diese Bäume haben eine geringe Rohdichte, eine verminderte Festigkeit und eine raue Oberfläche. Daher ist oft keine Bearbeitung mehr möglich.

#### Mondring
Der Begriff der Mondringigkeit begründet sich dadurch, dass eine unverkernte Zone im Querschnitt (Hirnschnitt) des Baumes ähnlich einer halbmondförmigen Sichel erscheint. Der Mondring entsteht durch einen Spätfrostschaden und ist ein Verkernungsfehler. Der Mondring kann nicht später wieder verkernen. Die durch den Mondring gebildete unverkernte Zone bleibt während des gesamten Lebensalters des Baumes erhalten. Nach einem Mondring kann der Stamm ganz normal weiterwachsen.
Mondringigkeit ist ein signifikanter Holzfehler, da er über eine gewisse Länge im Stammholz die Verwendbarkeit des Stammholzes bzw. des daraus zu fertigenden Schnittholzes in der Regel aus optischen Gründen einschränkt. Die Lage des Mondrings wirkt sich auf die Verwendbarkeit des Holzes und somit auf seine Güte aus. So könnte er im betroffenen Splintholz die Sortierung in Astfreie Seiten verhindern, da in Astfreien Seiten auch Mondringe laut Norm nicht zulässig sind. Liegt der Mondring sehr weit im Kern, würde er die Gewinnung astfreier Seiten nicht behindern. Ein Sortiment Kantholz z. B. wäre in der Regel immer noch möglich.
Da diese Mondring-Zone keine Farbstoffeinlagerung aufweist, erscheint die Zone bei Kernholzarten (wie Eichen, Kirschen) heller als das umgebende verkernte Holz. Die helle Zone des Mondringes kann bei Kernholz auch im noch nicht von Pilzen befallenen Zustand inmitten des dunkleren Kernholzes gut erkannt werden. Der Mondring ist durch seinen Splintholzcharakter wesentlich anfälliger für Pilzbefall als Kernholz. Im Extremfall entsteht dann an der Stelle des Mondringes ein Loch.
Mondringigkeit bildet sich aber nicht nur bei Kernholzarten, sondern auch bei Reifholzarten (wie Rotbuche, Linde, Fichte, Feldahorn) und Kernreifholzarten (wie Ulme, Faulbaum). Bei Reifholzarten kann der Mondring erst im Pilzbefallszustand erkannt werden, weil dann der Mondring sich als dunkle Zone vom umgebenden Reifholz abhebt.

#### Harzgallen
Manche Nadelhölzer, insbesondere Fichten, legen im Spätholz mit Baumharz gefüllte Hohlräume an, die der Abwehr von Fraßschädlingen dienen. In der Bearbeitung machen sie sich durch die Fehlstelle, harzverklebtes Werkzeug und Probleme bei Anstrichen bemerkbar. Von diesem Holzfehler kommt der Spruch Pech haben – Pech ist ein Fachbegriff für die Harze von Bäumen.

#### Krebsigkeit
Baumkrebs äußert sich in diversen schweren Verwucherungen.

#### Rindenbrand
Rindenbrand tritt hauptsächlich bei Bäumen mit dünner, glatter Rinde auf. Das Kambium stirbt ab, die Borke trocknet aus und löst sich vom Stamm. Dadurch kann es leicht zu Pilz- oder Insektenbefall kommen. In manchen Bundesländern scheidet Holz mit Rindenbrand aus Güteklasse A aus.

#### Rindennekrose (Farbigkeit)

Farbigkeit

Bei Nekrose unter der Rinde kommt es zu einer Wasseransammlung, die eine Verfärbung des Holzes zur Folge hat. Bei Fortschreiten kommt es zu einer Rissbildung in der Rinde und einer möglichen Infektion durch Pilze und Bakterien, die zum Abfallen der Rinde führen kann. Buchen, bei denen dieser Holzfehler häufig auftritt, reagieren mit vorzeitiger Verthyllung (Verschließen der Wassertransport-Bahnen), um ein tieferes Eindringen von Schadstoffen zu verhindern. Dies macht es unmöglich, das Holz z. B. im Kesseldruckverfahren zu imprägnieren.

#### Fraßgänge
Fraßgänge sind eine Folge des Befalls durch tierische Holzschädlinge. Verursacher sind insbesondere diverse Käfer (z. B. Borkenkäfer) beziehungsweise Käferlarven (z. B. von Bockkäfern), aber auch Holzwespenlarven, Ameisen oder Termiten.

#### Mistelbefall
Misteln (Viscum album), ebenso wie die Riemenblume (Eichenmistel, Loranthus europaeus), sind Halbschmarotzer an Bäumen. Sie durchwachsen mit ihren Senkerwurzeln das Holz und verursachen Löcher mit einem Durchmesser von 5 mm, die dicht beieinander liegen und das Holz bei starkem Befall wertlos machen können.

#### Blitzschäden (Blitzrinne)

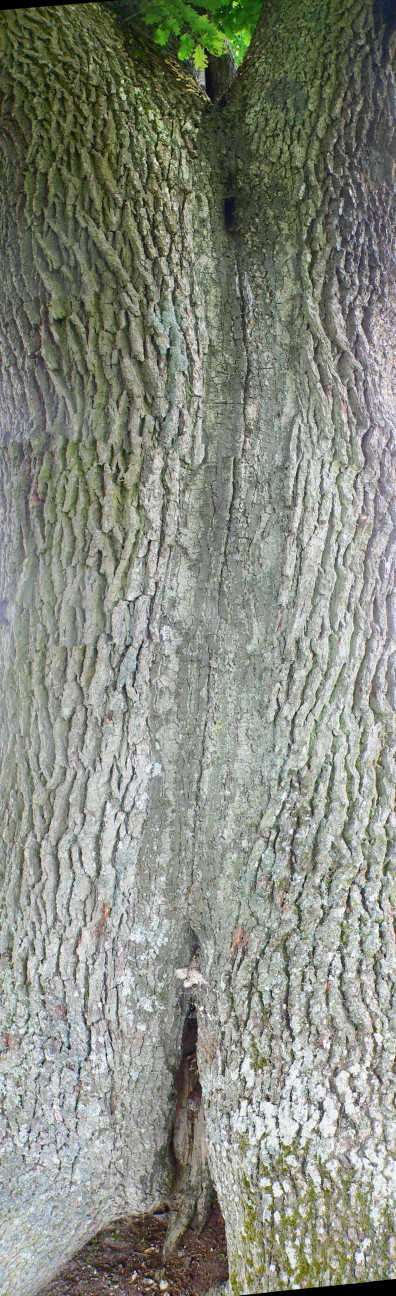
Blitzrinne

Bei einem Blitzeinschlag in einem Baum geht von der Einschlagstelle oder mehreren Einschlagstellen ein sogenannter Blitzkanal unter der Rinde im feuchten Holz bis zur Wurzel. Das Wasser im Splintholz und Kambium verdampft, und die Rinde wird durch den Dampfdruck förmlich abgesprengt. Je nach Blitzstärke, Baumart oder Feuchtigkeit des Baumes kann der Rindenschaden wenige Zentimeter breit bis stammumfassend sein. Oft können Bäume diese Schäden gut überwallen, manchmal führt ein Blitzeinschlag auch zu einer dauerhaften Rippe, die zuwächst und im Winter wieder auffriert (Frostleiste).

#### Frostleiste
Bei plötzlich einsetzender, extremer Kälte kann es aufgrund thermischer Spannungen zwischen Stamminnerem und Stammäußerem zum Aufreißen in radialer Richtung kommen. Wenn die Kälte nur kurz anhält, kann sich der Riss wieder schließen. Kommt es erneut zum Kälteeinbruch, kann der Riss mit einem lauten Knall wieder aufreißen. Durch wiederholte Kälteeinbrüche und zunehmender Versuche des Baumes, den Riss zu überwallen, bildet sich eine bis zu mehrere Meter lange achsparallele Frostleiste am Stamm.

#### Eingewachsenes Metall, Splitterbefall
Schwere Fehler sind eingewachsene metallische Fremdkörper wie z. B. Nägel oder Zaundrahtstücke. Sie stellen eine enorme Gefahr beim Fällschnitt und bei der Weiterverarbeitung dar. Sie können aus dem Holz gerissen werden, aber auch Werkzeug schädigen oder zerstören.
Von einem Splitterbefall spricht man, wenn sich Geschosssplitter im Holz befinden. So ist es in einigen Teilen des Elsasses aufgrund der regen Kriegsaktivitäten in der Vergangenheit verboten, Bäume holzwirtschaftlich zu nutzen, da das Unfallrisiko durch herumfliegende Metallteile bei der Verarbeitung zu groß ist. In anderen Gebieten ist der Schnitt nur nach vorherigem Röntgen möglich.

#### Fäll- und Rückeschäden
Fällschäden können am verbleibenden Bestand oder am gefällten Holz verursacht werden: Im Bestand durch Rindenverletzungen (besonders im Sommer, da dann der Rindenabriebwiderstand am geringsten ist) oder Astabbrüche während des Fällens oder Rückens von Nachbarbäumen, am gefällten Holz durch Ausrisse am Fällschnitt oder während des Rückens.

#### Verbiss, Schäl- und Fegschäden
Diese Schäden sind die typischen Forstschäden durch das Wild:
- Wildverbiss ist das Abfressen der Wipfelknospe am Jungbaum, das zu einem unruhigen Wuchs bis zum kompletten Niederhalten (Krüppelwuchs) führt – Hauptschädlinge in diesem Sinne sind Reh und Gämse.
- Schälen ist das Abnagen der Rinde durch Tiere im Winter, verursacht durch alle Äser, Hasen und andere Nager, wie auch Biber. Vollständige Ringelung führt zum Absterben des Baums.
- Fegen ist das Abwetzen des Bastes vom ausgewachsenen Geweih bei Hirschen. Bei zu dichtem Rotwildbestand können ganze Waldstriche geschädigt werden.

#### Windwurf-/Sturmschäden
Infolge von heftigen Stürmen werden Bäume so stark gebogen, dass Längsfasern quer angerissen werden. Der Baum bricht jedoch nicht, sondern stellt sich wieder auf, sodass der Anriss nicht sichtbar wird. Selbst beim Einschnitt können die Risse mit bloßem Auge kaum wahrgenommen werden. Oftmals treten Schäden erst nach Einbau und unter Belastung auf.